# 中村莟玉
中村 莟玉（なかむら かんぎょく、1996年〈平成8年〉9月12日 - ）は、歌舞伎役者 、日本の俳優。屋号は高砂屋。定紋は祇園銀杏。前名の中村 梅丸時代はまるちゃん、まるるの愛称で親しまれた。
本名は森正 琢磨（もりまさ たくま）。2024年1月31日より芸能プロダクション・ANDSTIR（アンドステア）に所属。

## 来歴
東京都出身。両親ともに出版社で編集関係の仕事に就く一般家庭で生まれ育つ。母親が歌舞伎好きであったためにテレビの歌舞伎放送をよく見ており、初めて歌舞伎座の舞台観劇に連れていかれたのは2歳のとき。小学一年生の頃「東をどり」を観劇に行った際、新橋演舞場のロビーで大好きな「切られ与三郎」の真似をしていたところを日本舞踊家の花柳福邑に声をかけられ、その縁で踊りの稽古を始めた。師匠の花柳の手引きで7歳の時に四代目中村梅玉を紹介され、見習いとして楽屋に通うようになる。
2005年〈平成17年〉1月、国立劇場『第243回歌舞伎公演 御ひいき勧進帳』の『富樫の小姓』にて、子役として本名の森正琢磨の名で初舞台。翌2006年〈平成18年〉4月に中村梅玉の部屋子となり、歌舞伎座『六世中村歌右衛門五年祭 四月大歌舞伎』に於いて『沓手鳥孤城落月（ほととぎす こじょうの らくげつ）』の「小姓 神矢新吾」及び『関八州繋馬（かんはっしゅう つなぎうま）』小蝶蜘の「里の子 竹吉」の2役で中村梅丸を名のり、中村梅玉の部屋子披露。
この公演では、併せて五代目中村玉太郎が『里の子 梅松』で初舞台を踏んでいる。
2017年、名題適任証を取得 。
2019年8月23日に師匠の梅玉とともに記者懇親会を行い、同年11月の歌舞伎座「吉例顔見世大歌舞伎」で初代中村莟玉（かんぎょく）を名乗り、同時に梅玉に養子入りすることが発表された。莟玉の名前は、梅玉の養父である六代目中村歌右衛門が若い頃に行っていた公演「莟会」から取った。莟には「まだ開かない花の芽、前途有望だがまだ一人前になる前の若者」という意味がある。この字に梅玉の玉を加えた。
梅玉が莟玉を養子に迎え入れた件につき、戸籍について明記しているオフィシャルな記事が東京新聞以外に見当たらなかった為、以下に一部抜粋引用する。
同年11月、歌舞伎座『吉例顔見世大歌舞伎』に於いて「鬼一法眼三略巻」菊畑の『奴虎蔵実は源牛若丸』を演じ改名披露。

## 人物
趣味：読書、映画・音楽鑑賞。好きな食べ物：蕎麦。ホットク、カスタードクリーム、ポップコーン　好きな色：藤色。好きな花：藤。（※2015年当時）。
愛称の「まる」「まるる」「まるちゃん」に関して、相性の由来である梅丸から莟玉へ改名後も呼び方は「今まで通りで構いません」とインタビューで語っている。
癒されるものは「パンダ」。大のパンダ好きが周囲にも浸透した結果、2022年頃より本業の歌舞伎とは無関係なパンダに関連する仕事がオファーされるようになった。元々デフォルメされたパンダが好きであったが、実物のパンダが好きになったきっかけは2018年に上野動物園に行ってシャンシャンを見たこと。初公開の時は公演中で見に行けなかったが、パンダ付きの友人が観覧の抽選を当ててくれて見に行くことができた。その他、対談の中でもシャンシャンについて話している。
最終学歴：2015 - 2018年度、4年制大学文学部卒業（対談やインタビューなどで語られた、2019年11月:名題昇進披露＝莟玉改名披露の経緯による）。

## 受賞歴
国立劇場特別賞
- 2009年10月『京乱噂鉤爪（きょうをみだす うわさの かぎづめ） ─人間豹の最期─』花がたみ

国立劇場奨励賞
- 2010年10月『天保遊俠録』倅勝麟太郎
- 2011年11月『日本振袖始』稲田姫
- 2014年7月『傾城反魂香 吃又』土佐修理之助

## 出演

### 舞台
2005年 - 2008年
- 御ひいき勧進帳（2005年1月、国立劇場） - 富樫の小姓 役 ※初舞台
- 四月大歌舞伎（2006年）沓手鳥孤城落月 - 小姓 神矢新吾 役 /  関八州繋馬 - 里の子 竹吉 役
- 通し狂言『元禄忠臣蔵』（2006年、国立劇場） - 伊勢詣おいぬ某 役
- 春興鏡獅子（2008年、歌舞伎座） - 胡蝶の精 役

2011年
- 水天宮利生深川（すいてんぐう めぐみの ふかがわ） 筆屋幸兵衛（新橋演舞場） - 幸兵衛娘お雪 役
- 日本振袖始（国立劇場） - 稲田姫 役

2012年
- 平成中村座『暫』（平成中村座（隅田公園特設） - 義家家来小金丸行綱 役
- 『時今也桔梗旗揚』「本能寺馬盥」（博多座） - 光秀妹桔梗 役

2013年
- GOEMON 石川五右衛門（ゴエモン）（大阪松竹座） - 石田三成 役、お菊（女猿楽） 役
- 袴歌舞伎 趣向の華 プレ公演・若木公演『若華競浪華菱織』（内幸町ホール） - 若君千代丸 役、吾妻屋お清 役、プレトークショー

2014年
- 新春浅草歌舞伎『義賢最期』 - 待宵姫 役、『上州土産百両首』 - 宇兵衛娘おそで 役、『屋敷娘』 - お蝶 役
- 新版『天守物語』（4月、フェスティバルホール 他、梅若六郎玄祥総合監修） - 亀姫 役
- 傾城反魂香（国立劇場） - 土佐修理之助 役

2015年
- 中日劇場開場50周年記念公演 四月花形歌舞伎（中日劇場）『雪之丞変化』 - 三斎娘浪路 役ほか / 『新・八犬伝』 - 濱路 役、犬江親兵衛 役
- 伊勢音頭恋寝刃（10月、国立劇場） - お岸 役
- 第十六回伝統歌舞伎保存会研修発表会『伊勢音頭恋寝刃』（10月） - お紺 役
- 吉例顔見世大歌舞伎（11月、歌舞伎座）元禄忠臣蔵 - 伴得介 役 / 河内山 - 腰元浪路 役

2016年
- 新春浅草歌舞伎『三人吉三巴白浪』（1月、浅草公会堂） - 夜鷹おとせ 役
- KAAT若手舞踊公演 "SUGATA" 新作『新説西遊記〜猪八戒と沙悟浄〜』（3月、KAAT） - 斉天大聖孫悟空 役

2017年
- 新春浅草歌舞伎『双蝶々曲輪日記』「角力場」（1月、浅草公会堂） - 藤屋吾妻 役
- 二月花形歌舞伎（2月、博多座）
- KAAT 次世代への古典芸能プロジェクト 若手舞踊公演 "SUGATA"『続・新説西遊記』（3月、KAAT） - 孫悟空 役
- 6月歌舞伎鑑賞教室『歌舞伎十八番の内 毛抜』（国立劇場） - 錦の前 役
- 「Kabuki on Stage：Solo Performance」『手習子』（7月、アメリカ・オレゴン州 ポートランド日本庭園）
- 中村鷹之資勉強会 第四回翔之會『春興鏡獅子』（11月、国立劇場小劇場） - 胡蝶の精 役
- 藤間勘十郎 春秋座 花形舞踊公演（12月、京都芸術劇場 春秋座）

2018年
- 新春浅草歌舞伎（浅草公会堂）『義経千本桜 鳥居前』- 静御前 役ほか
- 四月大歌舞伎『通し狂言 絵本合法衢』 - お米 役
- 新作歌舞伎『NARUTO -ナルト-』（8月、新橋演舞場） - 春野サクラ 役

2019年
- 新春浅草歌舞伎『戻駕色相肩』『源平布引滝～義賢最期』
- 新作歌舞伎『NARUTO -ナルト-』（6月、南座） - 春野サクラ 役
- 尾上右近自主公演「研の會」『弁天娘女男白浪』（8月・9月） -  赤星十三郎 役
- 『鬼一法眼三略巻』「菊畑」（11月、歌舞伎座） - 奴虎蔵 実は 源牛若丸 役
- 當る子歳吉例顔見世興行 東西合同大歌舞伎（12月、南座）『戻駕色相肩』 - 禿たより 役 / 『越後獅子』角兵衛獅子 役ほか

2020年
- 新橋演舞場初春歌舞伎公演（新橋演舞場）『御存鈴ヶ森』 - 白井権八 役 / 『神明恵たた和合取組－め組の喧嘩』 - おもちゃの文次 役 ほか
- 二月大歌舞伎（歌舞伎座）『菅原伝授手習鑑 筆法伝授』- 腰元勝野 役 / 『人情噺文七元結』- 長兵衛娘お久 役
- 九月大歌舞伎『寿曽我対面 工藤館の場』 - 八幡三郎 役
- 令和2年10月歌舞伎公演（国立劇場）幸希芝居遊 - 二朱判吉兵衛 役
- 吉例顔見世大歌舞伎（11月、歌舞伎座）『義経千本桜－川連法眼館』 - 静御前 役
- 令和2年12月歌舞伎公演（国立劇場）『天衣紛上野初花－河内山－』 - 腰元浪路 役

2021年
- 壽初春大歌舞伎（歌舞伎座）『壽浅草柱建』 - 化粧坂少将 役
- 三月大歌舞伎『戻駕色相肩』 - 禿たより 役
- 五月大歌舞伎『三人吉三巴白浪』 - 夜鷹おとせ 役
- 六月博多座大歌舞伎『傾城反魂香』 - 土佐修理之助 役
- 七月大歌舞伎『身替座禅』 - 侍女小枝 役
- 挑むVol.10 ～完～『赤胴鈴之助』（8月、本多劇場） - さゆり 役
- 九月大歌舞伎『お江戸みやげ』 - お紺 役
- 吉例顔見世興行（12月）新古演劇十種の内 身替座禅 - 侍女小枝 役

2022年
- 壽 初春大歌舞伎『難有浅草開景清 岩戸の景清』 - 千葉介常胤 役
- 二月大歌舞伎『元禄忠臣蔵』 御浜御殿綱豊卿 - 中臈お喜世 役
- 近江源氏先陣館ー盛綱陣屋ー（3月、国立劇場 大劇場） - 盛綱妻早瀬 役
- 團菊祭五月大歌舞伎『市原野のだんまり』 - 鬼童丸 役
- 六月大歌舞伎『信康』 - 御台徳姫 役 / 勢獅子 - 手古舞 役
- 七月大歌舞伎『夏祭浪花鑑』 - 琴浦 役 / 雪月花三景 - 虫の精 役 / 風の谷のナウシカ  - ケチャ 役
- 高砂会（8月） - 後見
- 秀山祭九月大歌舞伎『揚羽蝶繍姿』 - 藤の方 役
- 日本怪談歌舞伎（Jホラーかぶき）貞子×皿屋敷（10月、大阪松竹座）時超輪廻古井処 - 船瀬三平 / 高松煌平 役
- 十一月吉例顔見世大歌舞伎『祝成田櫓賑』 - 手古舞おたか 役 / 『助六由縁江戸桜』 - 傾城胡蝶 役
- 逸青会『きつね』（12月、セルリアンタワー能楽堂）

2023年
- 新春浅草歌舞伎『傾城反魂香』土佐将監閑居の場 - 土佐修理之助 役
- 三月花形歌舞伎（南座）仮名手本忠臣蔵 - 千崎弥五郎 役 / 忠臣いろは絵姿 - 竹森喜多八 役
- 壽祝桜四月大歌舞伎（明治座）大杯觴酒戦強者 - 小姓木村采女 役 / お祭り - 町娘お玉 役
- 團菊祭五月大歌舞伎『寿曽我対面』 - 八幡三郎 役 / 春をよぶ二月堂お水取り『達陀』 - 練行衆 役
- 新作歌舞伎『刀剣乱舞 月刀剣縁桐』（7月、新橋演舞場）- 義輝妹紅梅姫、髭切 役
- 研の會（8月、浅草公会堂）夏祭浪花鑑 - 傾城琴浦 役
- 九月博多座大歌舞伎『外郎売』 - 遊君亀菊 役 / 『暫』 - 桂の前 役
- 十三代目 市川團十郎白猿襲名披露巡業（10月、成田国際文化会館 他）君が代 松竹梅 - 梅の君 役 / 毛抜 - 小野春風 役
- 吉例顔見世興行（12月）外郎売 - 遊君亀菊 役 / 仮名手本忠臣蔵 - 大星力弥 役

2024年
- 新春浅草歌舞伎『神楽諷雲井曲毬 どんつく』 - 子守 役 / 一谷嫩軍記 熊谷陣屋 - 藤の方 役 / 新皿屋舗月雨暈 魚屋宗五郎 - 菊茶屋娘おしげ 役
- 二月御園座大歌舞伎『三人吉三巴白浪』 - お嬢吉三 役 / 『相生獅子』 - 姫 役
- 第二回 中村福助・児太郎の会「三本の糸」（3月、東京国際フォーラム ホールC）
- 四月大歌舞伎『夏祭浪花鑑』 - 傾城琴浦 役
- 團菊祭五月大歌舞伎『極付幡随長兵衛』公平法問諍 - 笠森団六 役
- 六月博多座大歌舞伎『修禅寺物語』 - 夜叉王妹娘楓 役 / 新古演劇十種の内『身替座禅』 - 侍女 小枝 役
- 朗読劇 細雪（6月、明治座） - 奥畑啓三郎 役
- 七月大歌舞伎 通し狂言『星合世十三團』 - 鷲尾十郎 / お里 役
- 逸青会 十五周年記念（8月、セルリアンタワー能楽堂）
- 十三代目 市川團十郎白猿襲名披露巡業（8月 - 9月、成田国際文化会館 他）天衣紛上野初花 河内山 - 腰元浪路 役
- 十月大歌舞伎（大阪松竹座）『雷神不動北山櫻』 - 錦の前 役
- 舞台『応天の門』（12月〈予定〉、明治座） - 紀長谷雄 役

2025年
- 新春浅草歌舞伎（1月、浅草公会堂）『絵本太功記』尼ヶ崎閑居の場 - 真柴久吉 役 / 仮名手本忠臣蔵『道行旅路の花婿』落人 - 腰元おかる 役 / 『絵本太功記』尼ヶ崎閑居の場 - 操 役
- 東京国際フォーラム×J-CULTURE FEST presents 井筒装束シリーズ 詩楽劇『めいぼくげんじ物語 夢浮橋』（2月、東京国際フォーラム ホールD） - 薫 役
- マーダーミステリーシアター『殺意の代償』（3月、品川プリンスホテル クラブeX）

### テレビドラマ
- 舞え!KAGURA姫（2016年、NHK BSプレミアム） - 鹿島道郎 役

### テレビ番組
- 古典芸能への招待『人情噺文七元結』ほか（2020年5月31日、NHK Eテレ、収録:歌舞伎座2020年2月） - 長兵衛娘お久 役[124][75]
- マツコ会議（2021年10月16日、日テレ）[125]
- 世界・ふしぎ発見! 第1636回（2022年6月4日、TBSテレビ系列） - ミステリーハンターとして初出演[25][126]
- NHK俳句 新春俳句バトル！（2023年1月2日、NHK Eテレ）[127]
- 芸能きわみ堂（2023年 - 、NHK Eテレ）[130]

### ラジオ
- KABUKI TUNE（2022年4月8日 - 、NHK-FM） - パーソナリティー

### オーディオブック
- しゃばけ「たぶんねこ」（2022年、Audible）[131]

### 配信番組
- 歌舞伎家話（）（2022年 - 、Streaming+・Rakuten TV）[132]
- 芸能きわみ堂 中村莟玉の歌舞伎ワールド（2024年、YouTube）[133]

### イベント
- 初めてでも楽しめる！歌舞伎動物展示＆体験イベント（2023年5月、丸の内ビルディング）[134]
- 莟玉さん、和歌山のパンダもどうぞごひいきに！（2024年4月、銀座松竹スクエア）[135][136][137]

## 書籍
- 中村壱太郎、網中いづる（絵）、中村莟玉（朗読）『恋するお三輪』くもん出版〈見て 聞いて まねして 楽しむ 歌舞伎絵本〉、2024年1月31日。ISBN 978-4-7743-3284-0。